# モンスターマンション (香港)

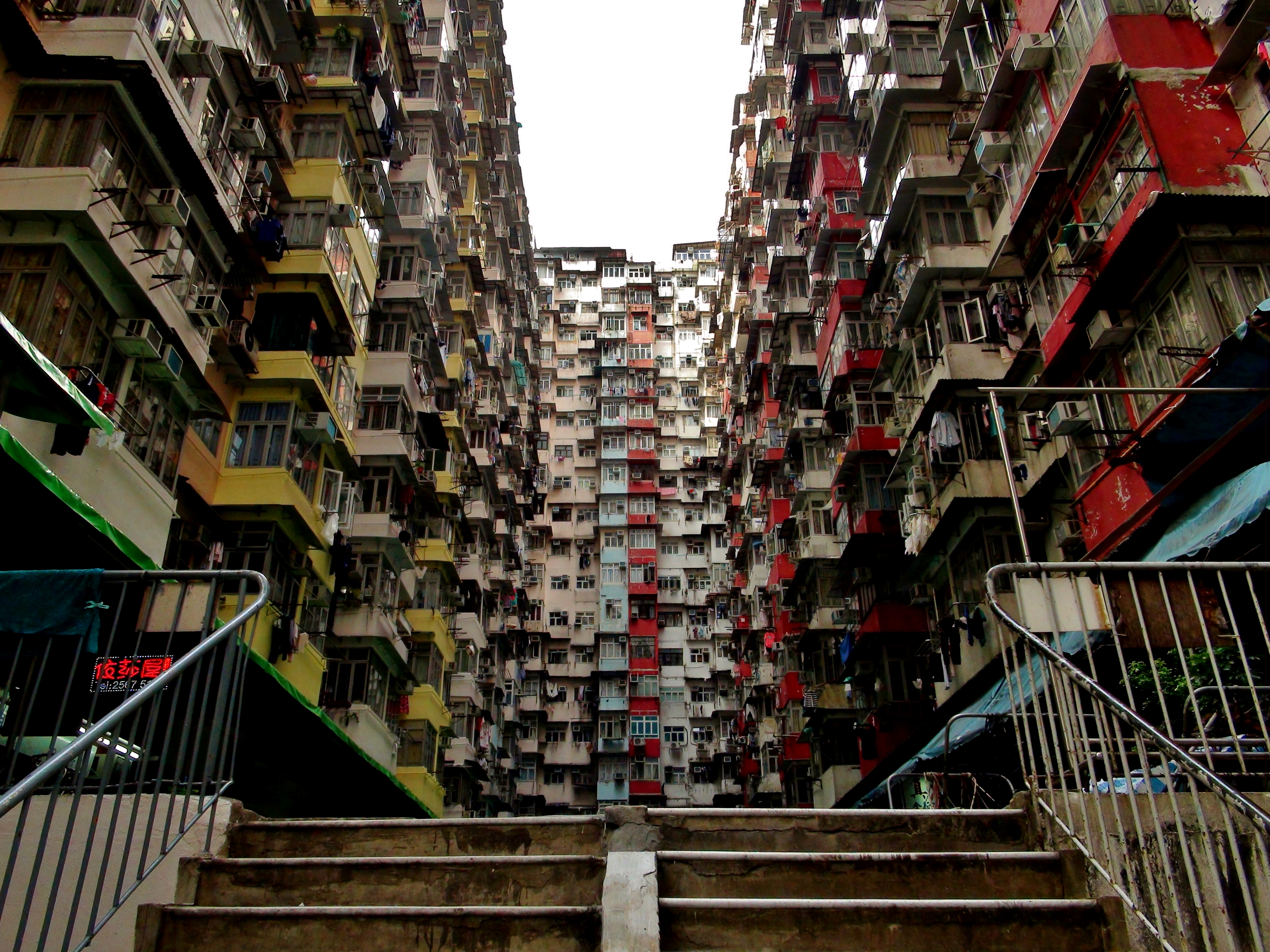
益昌大廈と益發大廈の間の中庭。

モンスターマンションは、香港の東区鰂魚涌（クォーリーベイ）に所在する複合高層建築物の日本における通称。1972年に完成した5棟の商住混合ビルからなり、2200戸あまりの住戸がある。高層ビルに住戸が密集した、SF的とも評される特徴的な景観は2010年代頃から有名になり、映画など映像作品のロケ地として用いられるとともに、フォトジェニックな写真を撮影しようとする観光客も多数訪問するようになった。
中国語で「怪獸大廈」、英語ではモンスタービルディング (英: Monster building) とも通称される。ビル群を構成する1棟である益昌大廈(英: Yick Cheong Building) の名でビル群や撮影ポイントが呼称されることもある。

## 構造
「モンスターマンション」は、以下の5棟から構成されている。
- 益發大廈（英語：Yick Fat Building） - 建築当時の名称は「A座」。祐民街2-32號
- 益昌大廈（英語：Yick Cheong Building） - 建築当時の名称は「B座」。英皇道1046號
- 海山樓（英語：Montane Mansion） - 建築当時の名称は「C座」。鰂魚涌街19-47號
- 海景樓（英語：Oceanic Mansion） - 建築当時の名称は「D座」。英皇道1026-1028號
- 福昌樓（英語：Fook Cheong Building） - 建築当時の名称は「E座」。英皇道1048-1056號

5棟の建物は「E」の字の形で建っている。北側は英皇道（キングスロード）に面しており、その裏手（南側）に3棟（西から海山樓・益昌大廈・益發大廈）が平行に並んでいる。
低層階は店舗として、上層階は住宅として使用されている。モンスターマンション全体では2243戸の住戸がある。「益發大廈」は18のフロア（階）に681戸があるという。住戸の中庭側はもともとベランダであったが、住民が各自ガラス窓を設けて室内に取り込んだ。「建物外壁を密集した四角い箱が覆っている」と表現される景観は、SF映画『ブレードランナー』に描かれた退廃的近未来の風景にもなぞらえられる。周辺の太古城地区が比較的高級な住宅街・商業地区とされる中、モンスターマンションでは築約50年（2020年代現在）の建築に小規模な商店が商売を営む。もっとも、モンスターマンションの住戸は低廉というわけではなく、立地の利便性は良い上に、2010年代以降の「観光地化」によって価格上昇や、貸主がテナントの契約更新を拒否する事態も生じている。香港大学建築学部教授の李浩然は、この建物は中産階級向けのものとして建築されており、現在も中産階級のものだ、と見解を述べている。
戸数が非常に多く財産権が分散しているために、建て替えが困難であるとも指摘されている。『香港01』誌は、変化の速い香港が快適さと引き換えに失った「人情味」を思い起こさせるという、この建物の「レトロさ」に魅力を見出す香港の大学生の意見を取り上げている。
益昌大廈と益發大廈の間の中庭は、その南に別の高層住宅（康蕙花園）が建っていることから、四方を高層ビルに囲まれた空間となっており、真上を撮影すれば「建物によって四角く切り取られた空」が撮影できる。また、中庭には適度な高さの台状構造物（「平台」。これは、地階の商店街にエアコンが取り付けられる前に使われていた通風装置のあとである）がいくつか並んでおり、平台の上に人が登ることで容易に仰角撮影ができるため、格好の撮影ポイントとなった。

## 歴史

### 建設

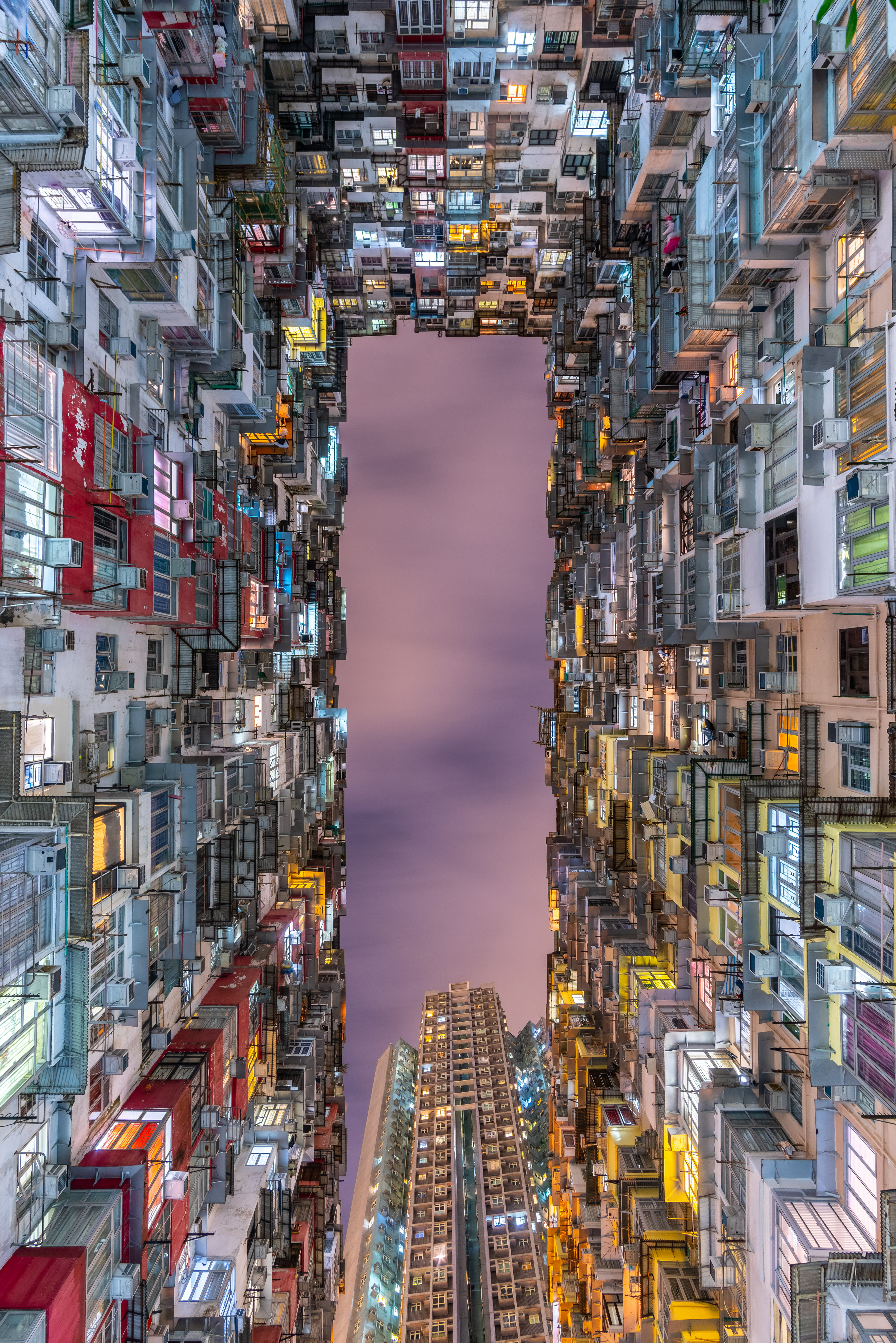
益昌大廈と益發大廈の間の中庭から真上を撮影した写真。

1940年代から1950年代にかけ、大陸における中華人民共和国の建国や朝鮮戦争の勃発などを背景として、イギリス領香港には膨大な人口が流入した。住宅も商業施設もすべてが不足する中で「商住混合唐楼」が建設されることとなった（同時期の香港の社会状況については、1950年代の香港・1960年代の香港を参照）。
「モンスターマンション」と通称されているこの高層ビルディング群は、1960年代に建設がはじまった。当初は「百嘉新邨」という名称であった。人口が急増していた時代、低所得者向けの住宅建設に政庁が補助金を出していたことを背景としているが、開発業者が失踪したために建設は一時中断され、1972年にようやく竣工した。ビル群は複数の企業に売却されたために「百嘉新邨」の名は放棄され、棟ごとに別個の名称を名乗ることとなった。

### 著名化
「モンスターマンション」の特徴的な景観が知られるようになった契機は、2012年にフランス人写真家ロマン・ジャケ＝ラグレズ (Romain Jacquet-Lagreze) が発表した、香港の高層密集住宅を撮影した作品集 "Vertical Horizon" で本建築を取り上げたことにある。2014年公開の映画『トランスフォーマー/ロストエイジ』のロケ地となり、さらに知られることとなった。2017年にはMONDO GROSSOの楽曲『ラビリンス』のミュージックビデオ（満島ひかりが歌唱・出演）が撮影されたほか、2017年公開の映画『ゴースト・イン・ザ・シェル』でもロケに使用されている。2018年には香港郵政が香港の夜景をテーマにした記念切手（応募作品の中から優秀作品を選んだもの）の一枚に採用している。

### 観光地化、住民との軋轢
有名になった「モンスターマンション」には、フォトジェニックな（「インスタ映え」する）景観を求めて香港内外から観光客も多数訪れ、中庭で順番待ちをしながら撮影するという状況になった。こうした状況（観光公害）は住民から問題視されるようになり、管理組合（業主立案法団）は無許可の撮影、さらに2018年には観光客の立ち入りを禁止する措置をとった。その後、観光客減少などの状況改善を受け、立ち入り禁止については解除されているとも伝えられている。

## ギャラリー

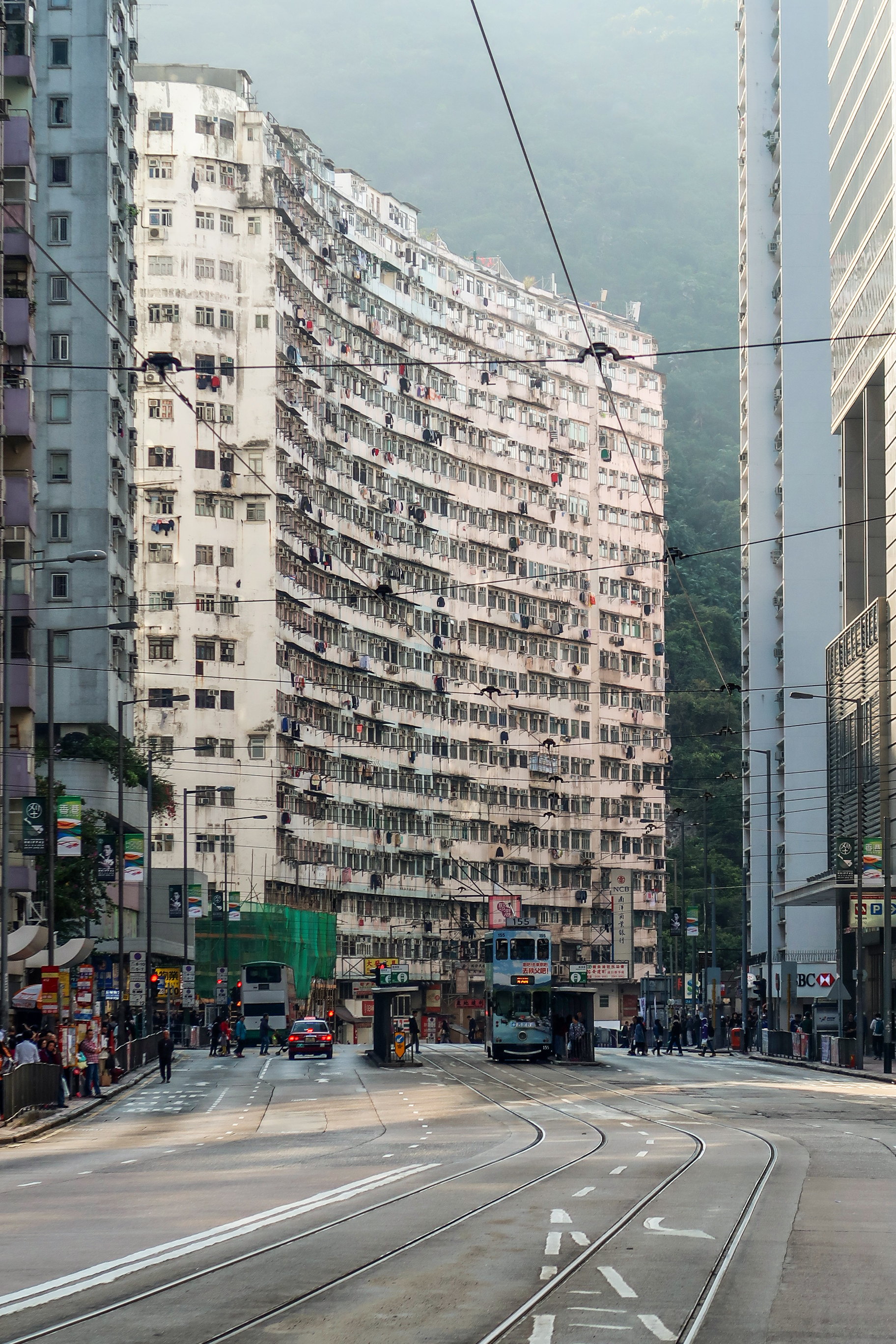
英皇道と「モンスターマンション」（東側から）
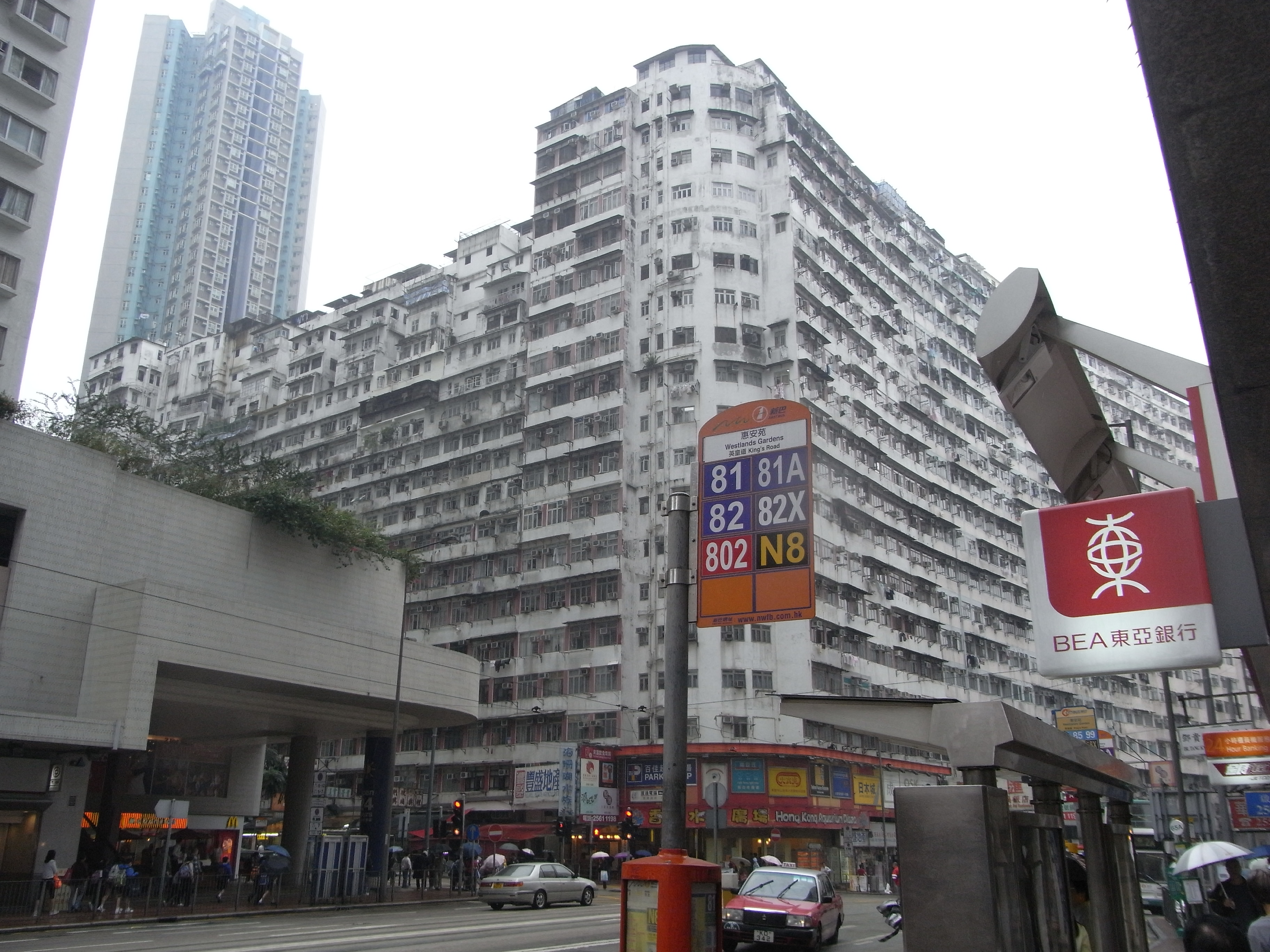
福昌樓。「モンスターマンション」の北東角からのアングル（2010年）
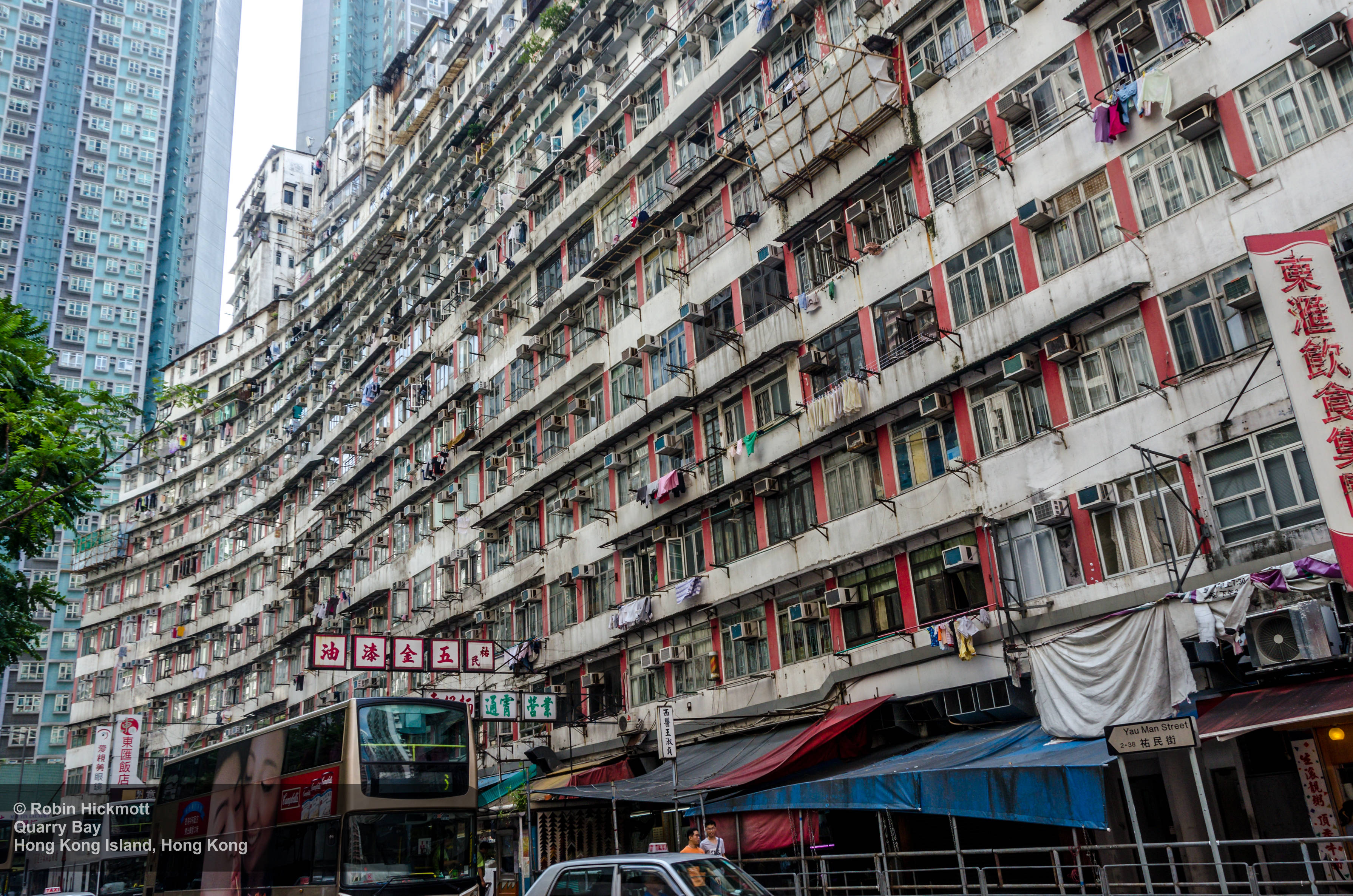
英皇道側の「モンスターマンション」
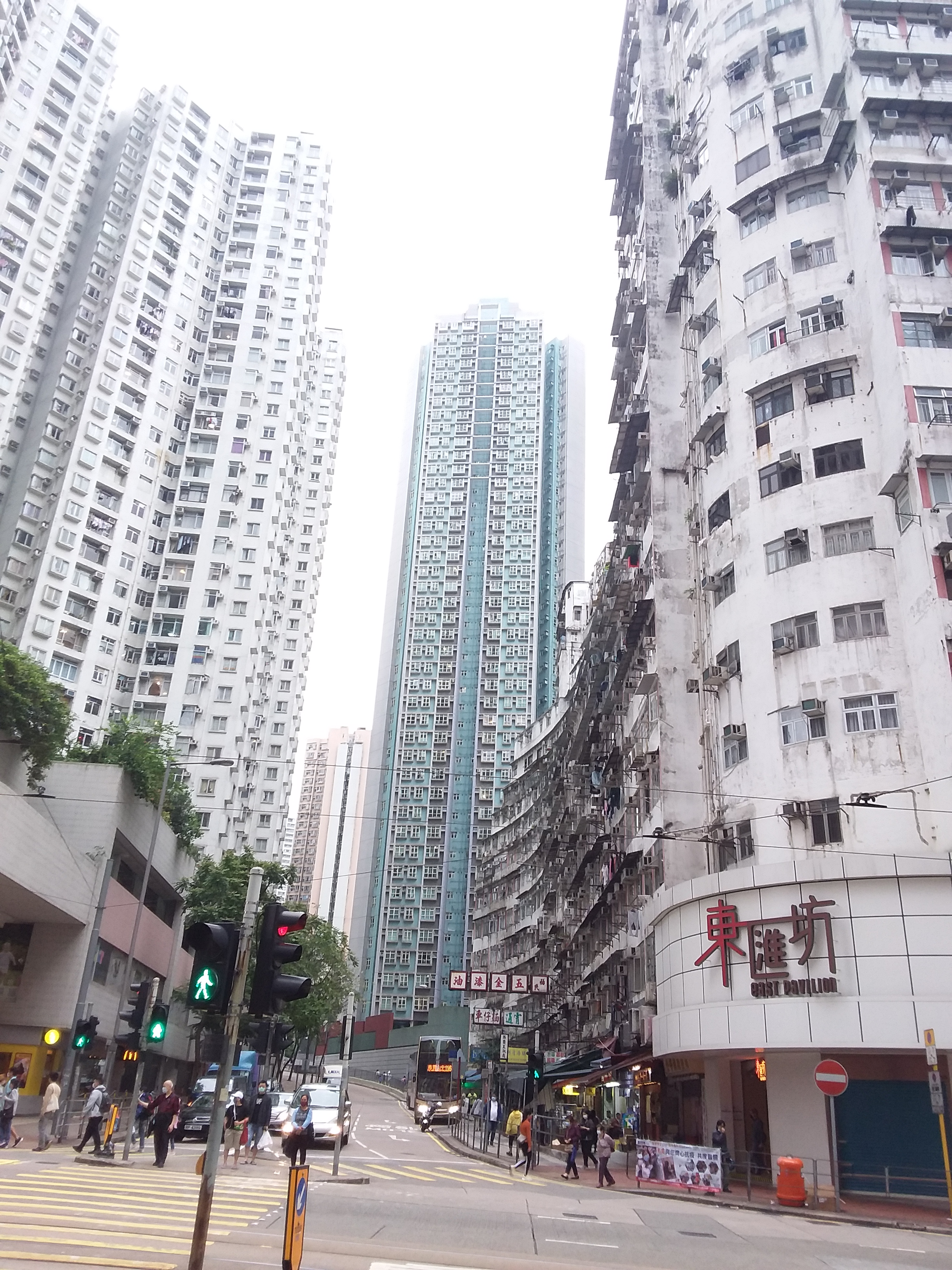
マンション東側の祐民街。周辺にはより新しい高層ビルが建ち並ぶ。奥は康蕙花園。
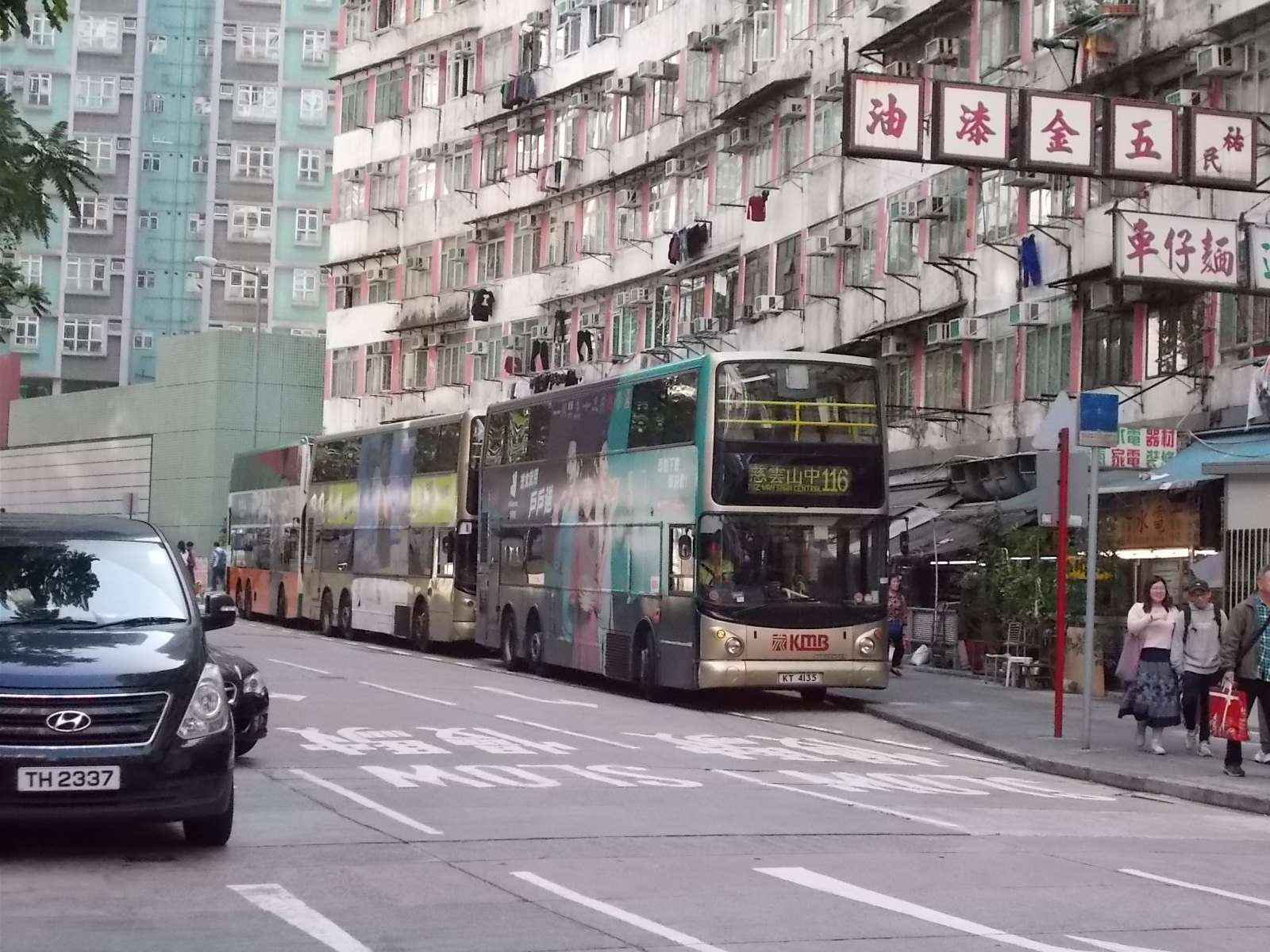
祐民街側には主要バス停「鰂魚涌 (祐民街) 巴士總站」がある。
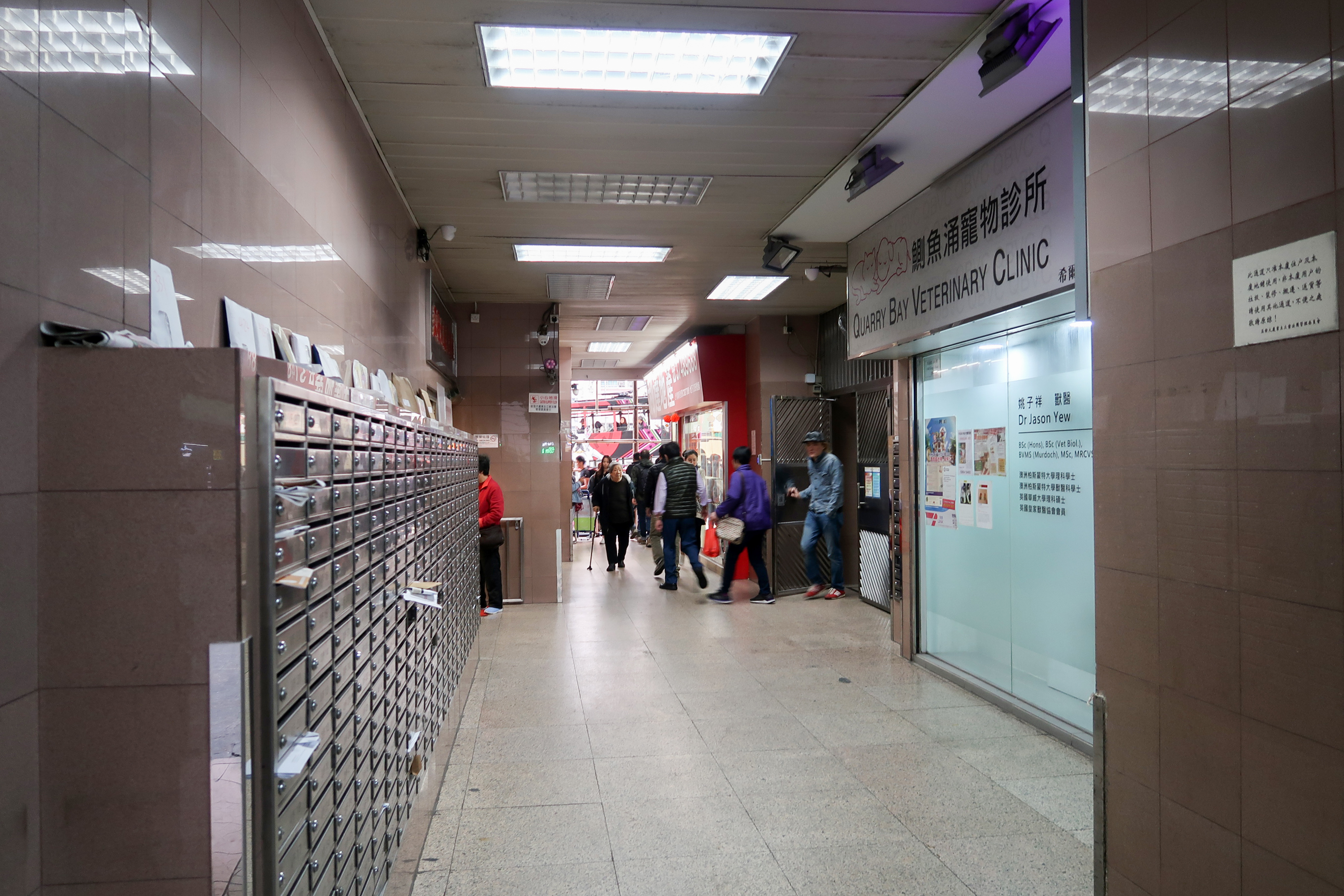
益發大廈の1階ロビー（地下大堂）部分
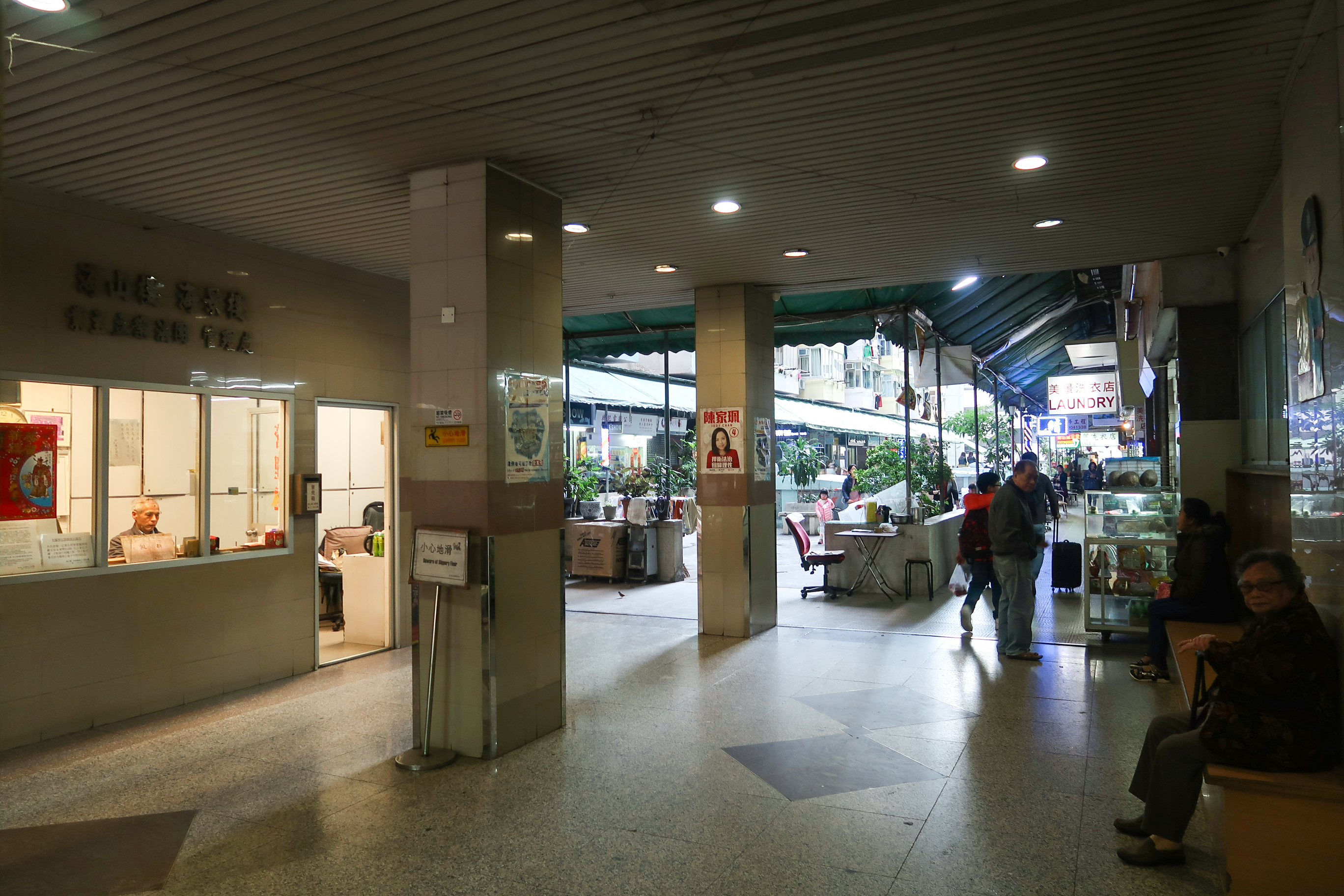
海山樓の1階ロビー（地下大堂）部分
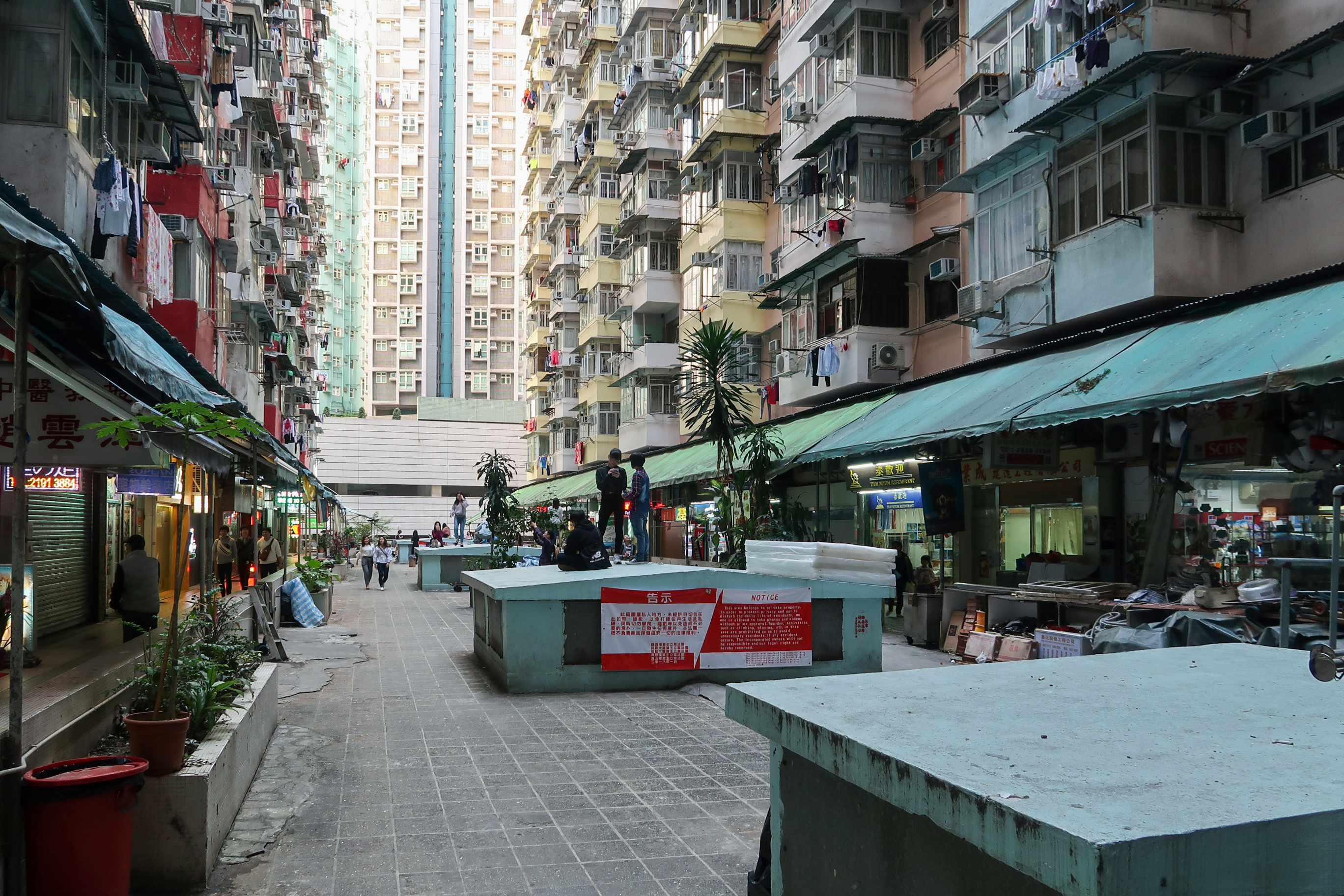
益昌大廈の中庭。ロビー上部にあたる。
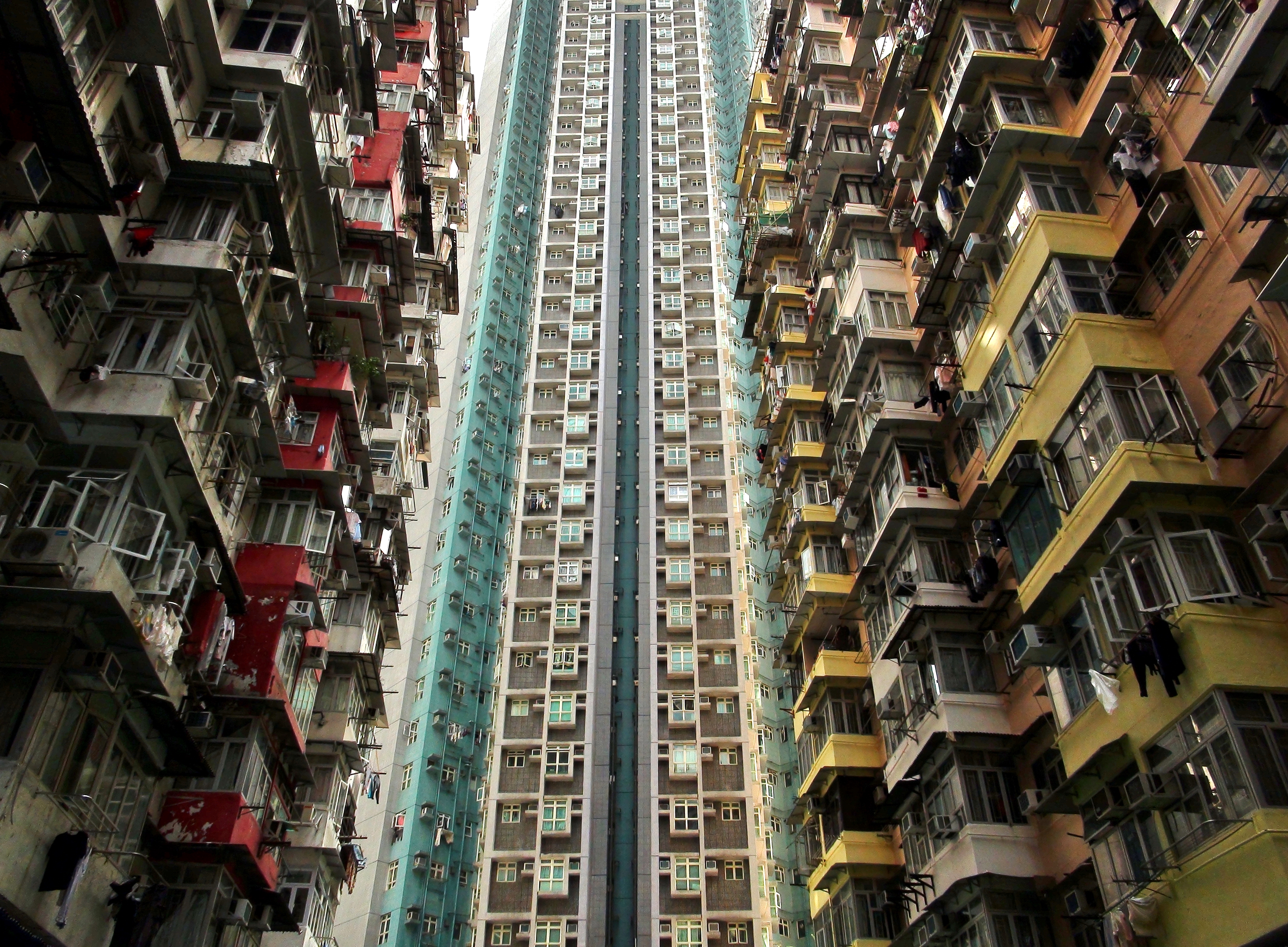
益昌大廈と益發大廈の中庭から南を撮影。正面は別の高層住宅（康蕙花園）。
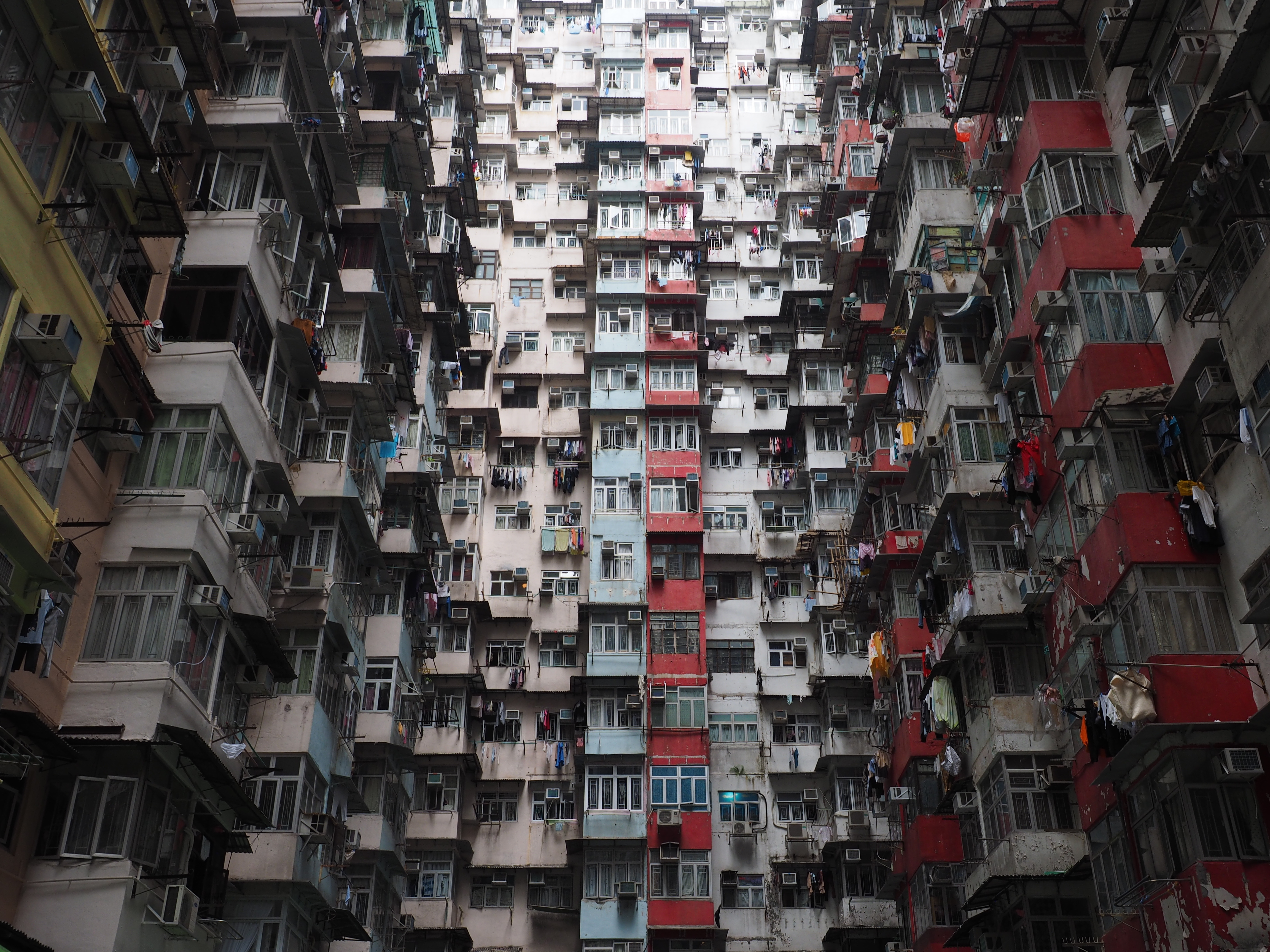
益昌大廈と益發大廈の中庭から北（英皇道方向）を撮影。マンションの北側の棟が視界を覆う。
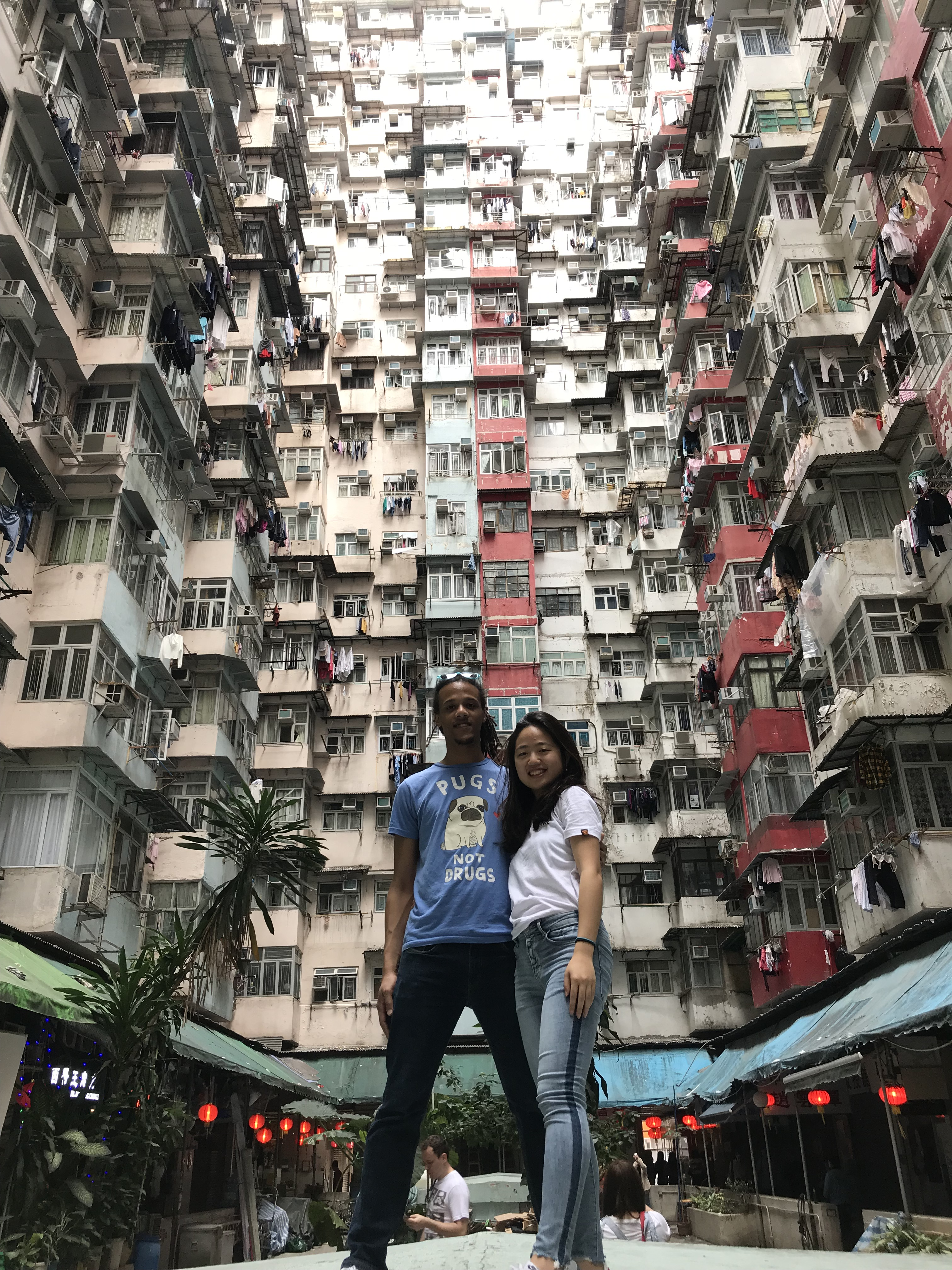
建物と人を写したフォトジェニックな写真
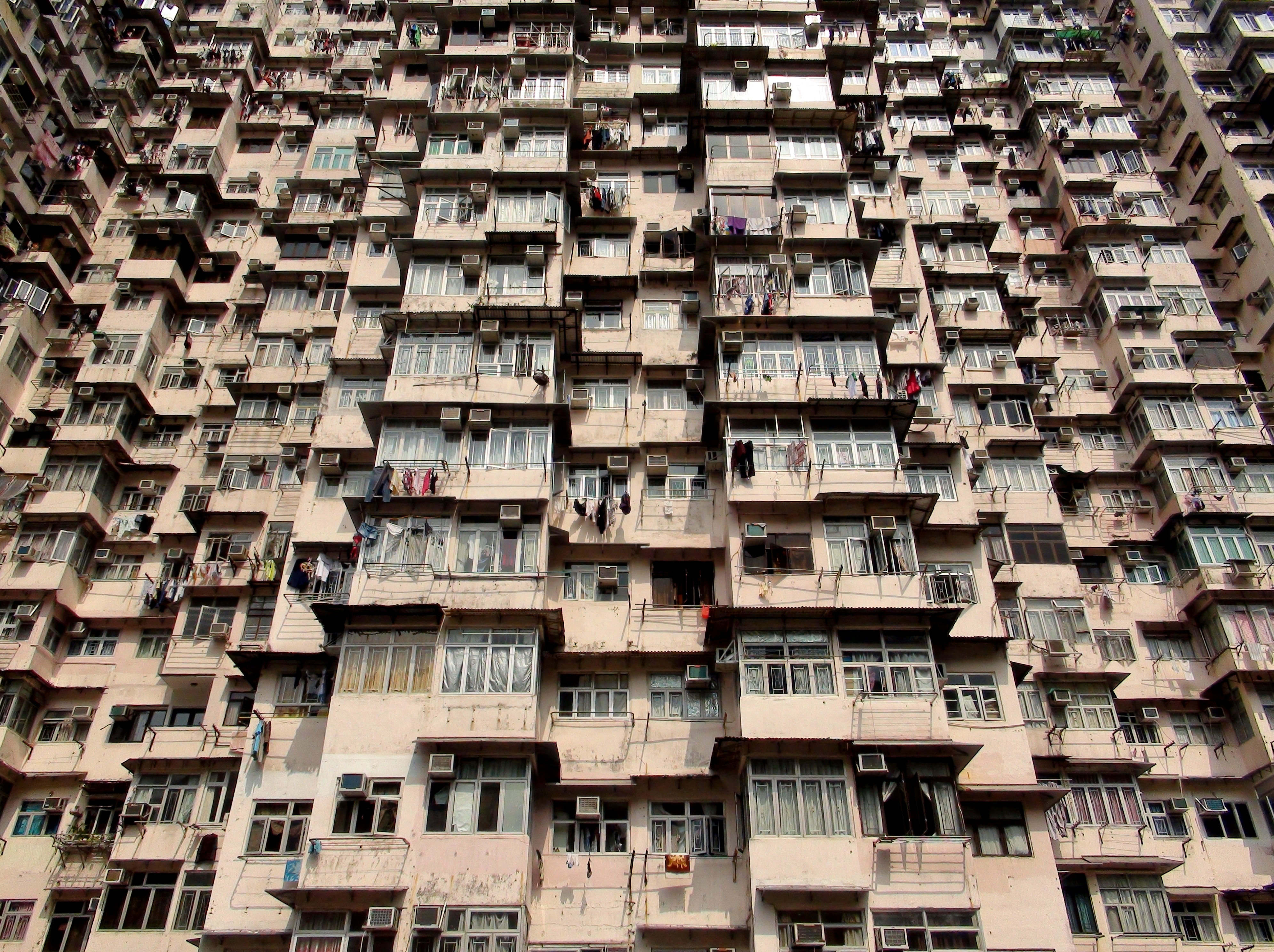
海山樓の住宅外壁
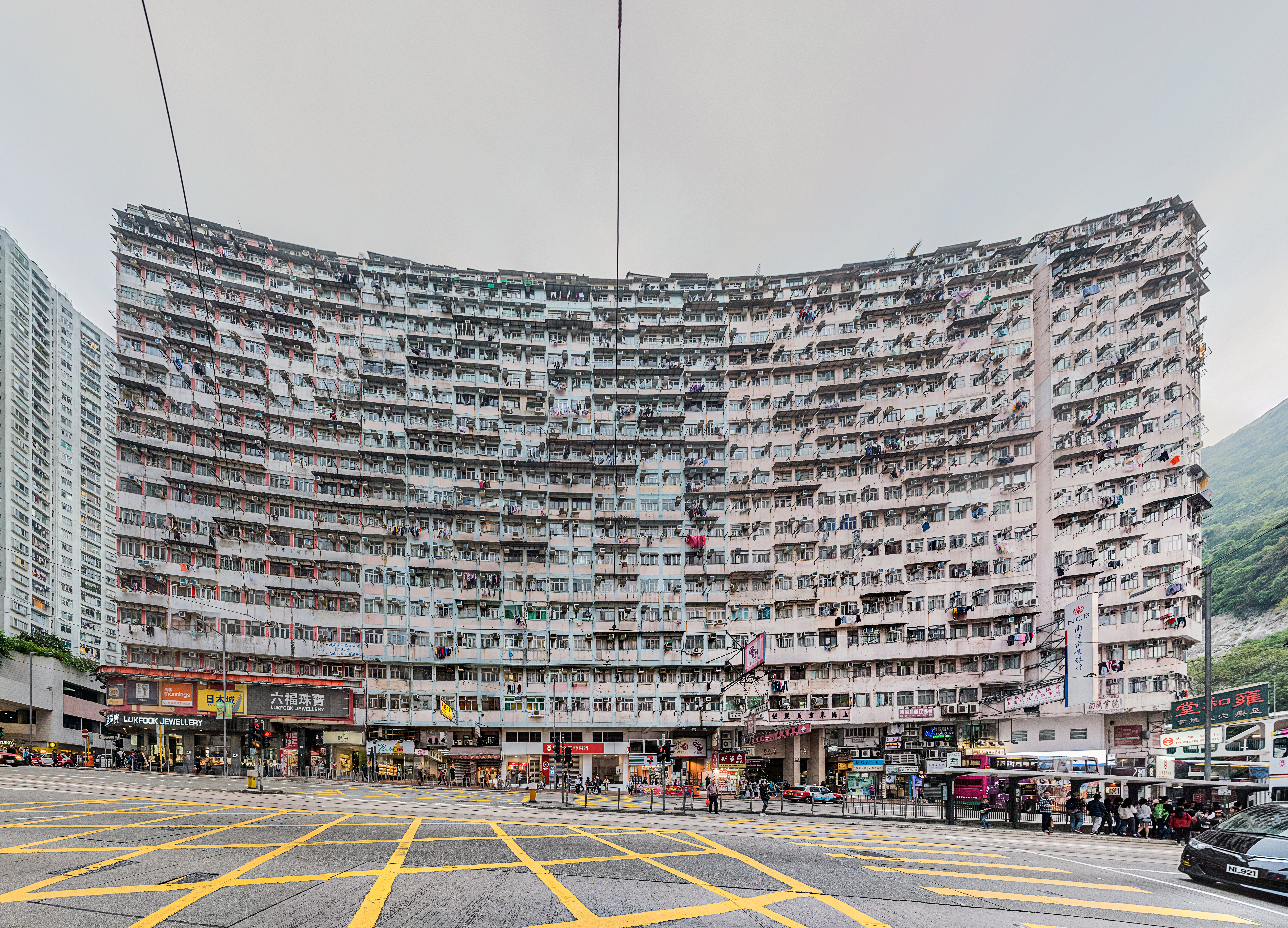
益發大廈